# Wieringermeer

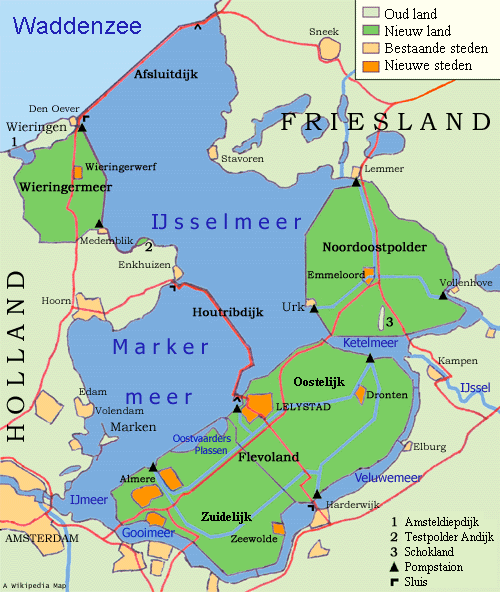
mapa projektu Zuiderzeewerken (poldr Wieringermeer vlevo nahoře sytě zelenou barvou)

Wieringermeer je název poldru v Nizozemsku, který vznikl odvodněním a vysušením části vodní plochy mořského zálivu Zuiderzee. Nachází se v provincii Severní Holandsko a má rozlohu přibližně 200 km². Výstavba hráze mezi prostorem budoucího poldru a volným mořem začala v roce 1927, území poldru bylo kompletně odvodněno roku 1930 a o čtyři roky později se začalo osidlovat a ekonomicky využívat (především zemědělství).
Poldr vznikl jako součást projektu Zuiderzeewerken, který spočíval ve vytvoření umělého jezera IJsselmeer pomocí hráze Afsluitdijk a jeho následném částečném vysušení a zapoldrování (poldry Noordoostpolder, Wieringermeer, Oostelijk Flevoland a Zuidelijk Flevoland).